# Jean Nicod
Jean George Pierre Nicod (* 1893; † 16. Februar 1924) war ein französischer Philosoph und Logiker. 
Er konnte zeigen, dass die Junktoren der klassischen Logik allein auf den Junktor der Exklusion (Negatadjunktion) bzw. der Rejektion (Negatkonjunktion) als Grundfunktionen reduziert werden konnten, um alle Wahrheitsfunktionen zusammenzusetzen. 
Nicod führte 1917 im Anschluss an eine 1913 von Henry Maurice Sheffer veröffentlichte Arbeit den Junktor der Exklusion als Shefferschen Strich „|“ ein. Dass die Verknüpfung zweier Aussagen mit nur einem Junktor ausreicht, sämtliche Junktoren im Sinne der klassischen Logik zu definieren, war allerdings Charles Sanders Peirce für die Rejektion schon 1880, für die Exklusion seit 1902 bekannt. Die duale Form des Shefferschen Strichs wird daher auch Nicodsche Funktion bzw. Peircescher Junktor genannt, oft ebenfalls mit „|“ bezeichnet.
Außerdem entwickelte er das Nicodsche Kriterium.
Nicod starb im Alter von 31 Jahren an Tuberkulose.

## Andenken
Das Institut Jean Nicod in Paris, das zum Centre national de la recherche scientifique (CNRS) gehört, ist nach ihm benannt.
Darüber hinaus ist sein Name auch mit dem Jean-Nicod-Preis verbunden, der jährlich in Paris an einen Philosophen im Bereich der Philosophie des Geistes oder an einen philosophisch orientierten Kognitionswissenschaftler vergeben wird. 

## Hauptwerke
- 1917, A Reduction in the Number of Primitive Propositions of Logic. In: Proc. Cambridge Philos. Soc. 19 (1916–1919), S. 32–41.
- 1921, La géométrie des sensations de mouvement. In: Revue de métaphysique et de morale 28, S. 537–543.
- 1922, Les tendances philosophiques de M. Bertrand Russell. In: Revue de métaphysique et de morale 29, S. 77–84.
- 1922, Mathematical Logic and the Foundations of Mathematics. In: The Encyclopedia Britannica, Bd. 3, 12. Aufl., S. 874–876.
- 1923. La géométrie dans le monde sensible. Thèse, Univ. de Paris.
- 1923. Le problème logique de l'induction. Thèse complémentaire, Univ. de Paris.
- 1924. Les relations des valeurs et les relations de sens en logique formelle. In: Revue de métaphysique et de morale 31, S. 467–480.
- 1924, Freedom of Association and Trade Unionism. An Introductory Survey. In: International Labor Review 9, S. 467–80.
- 1930. Foundations of Geometry & Induction, Containing Geometry in a Sensible World and the Logical Problem of Induction. With prefaces by Bertrand Russell and André Lalande. London: Kegan Paul, Trench, Trubner & Co. New York: Harcourt, Brace & Co. Nachdruck London: Routledge, 2000.